# Klaas Balk
Klaas Cornelis Hendrik Balk (Badhoevedorp, 27 december 1948) is een Nederlands voormalig wielrenner die van 1972 tot 1975 vooral op de baan actief was. Ook op de weg behaalde hij regelmatig hoge eindklasseringen in Olympia's Tour: hij behaalde meerdere ereplaatsen en zelfs twee overwinningen in deze rittenkoers.
Na zijn sportloopbaan werd hij eigenaar van een fietsenzaak. Hij is getrouwd en heeft twee kinderen.

## Overwinningen

### 1971
- 6e etappe Olympia's Tour

### 1972
- NK baan, Tandem, Amateurs, Nederland
- 1e etappe Olympia's Tour

## Ploegen
- 1972: Wybert - Läkerol
- 1973: Kela Tapijt
- 1974: Ormas - Sharp
- 1975: Ormas - Sharp